# Sinnai
Sinnai (tiếng Sardegna: Sìnnia) là một đô thị ở tỉnh Cagliari, vùng Sardinia của Italia, có vị trí cách khoảng 12 km về phía đông bắc của Cagliari. Đến thời điểm ngày 31 tháng 12 năm 2004, đô thị này có dân số 15.968 và diện tích là 223,4 km².
Đô thị Sinnai có các frazioni (các đơn vị cấp dưới, chủ yếu là làng) Tasonis, Solanas, Torre delle Stelle, and San Gregorio.
Sinnai giáp các đô thị: Burcei, Castiadas, Dolianova, Maracalagonis, Quartucciu, San Vito, Settimo San Pietro, Soleminis, Villasalto, Villasimius.